# レフ・メーチニコフ
レフ・イリイッチ・メーチニコフ（ロシア語: Лев Ильи́ч Ме́чников、フランス語: Léon Metchnikoff （レオン・メーチニコフ）、1838年5月30日（ユリウス暦5月18日） - 1888年6月30日（ユリウス暦6月18日））は、ロシアの革命家、東京外国語学校のロシア語教師、日本史研究家。

## 経歴
ロシア帝国サンクトペテルブルク県サンクトペテルブルクに生まれる。学生運動で革命を謀り、大学を転々とした。3つの大学の4つの学部を転々としたが、天職を見出すことができず、1859年に亡命し、ポーランド、イタリア、フランスで民族独立と無政府主義の運動に身を投じた。イタリアではジュゼッペ・ガリバルディ軍のスラヴ義勇軍副官として各地を転戦、負傷して義足生活となった。
1864年にフィレンツェでミハイル・バクーニンと出会い、バクーニンを支援する。欧州で過激派として知られていたメチニコフは、明治維新を社会主義革命と思い、1871年に逃亡先として日本を選んだ。すでに13ヶ国語を習得していたメチニコフは日本語も書物で学んでいた。
1872年にジュネーブで留学中の大山巌に出会い、語学の交換学習を通じて日本語を半年で習得。日本で教える外国人を探していた大山は、岩倉使節団で渡欧中の岩倉具視、木戸孝允、大久保利通にメーチニコフを紹介する。そしてメーチニコフは大山のフランス語個人教授となり来日、木戸孝允の斡旋で1874年（明治7年）から1876年（明治9年）まで東京外国語学校のロシア語教師として教壇に立った。来日前にアメリカに寄り、ニューヨークの市民権を購入。
ロシア語科のカリキュラムは、歴史、数学などロシアの中学校のカリキュラムをそのままロシア語で教えた。メーチニコフは欧州の様々な言語をマスターしており、校長・中江兆民は、「フランス人でもメーチニコフほどフランス語の演説の上手い人はいない」と言っていたという。
健康上の理由（極度の貧血症）ため2年足らずで離日し、スイスへ戻った1883年から翌年に、『回想の明治維新』を発表。1883年から晩年までヌーシャテル大学教授として、比較地理学・統計学を教えた。『大日本国（日本帝国）』など約20の日本関連書を著し、ロシアにおける日本研究の基を築いた。
東京外国語学校の教え子に黒野義文（二葉亭四迷の師）がいる。

## 家族
5人兄弟の次男。長兄はロシア南部で控訴院長を務めた人物で、レフ・トルストイの小説『イワン・イリイッチの死』の主人公のモデル。次弟は免疫学でノーベル生理学・医学賞を受けたイリヤ・メチニコフである。妹の孫にオペラ歌手のマリア・クズネツォワ(Maria Nikolaevna Kuznetsova)。
父親のイーリャ(1815-1865)はロシア皇帝親衛隊員で、母親のエミリア(1823-1869)はハスカーラー運動の発起人であるユダヤ人作家Leo Nevakhovichの娘。父方の先祖にモルドバ貴族出身の文人でロシア帝国使節局通訳だったニコラエ・ミレスク(Nicolae Milescu、1636-1708)。ミレスクは8か国語に通じ、中国使節を務めた。ミレスクのロシア名はスパファリィ（ルーマニア語で太刀持ち)といい、メチニコフは太刀持ちのロシア語訳。

## 影響
村松愛蔵は高弟の一人であり、村松はロシア虚無党の影響もあり、飯田事件を起こした。
作家ジェイムズ・ジョイスは『フィネガンズ・ウェイク』創作ノートでメーチニコフの『文明と歴史的大河』から多数引用している。

## 著書
- L’Empire japonais, Imprimerie orientale de L’Atsume Gusa, Genève,『日本帝国』1881[4]
- La Civilisation et les grands fleuves historiques, Hachette, Paris 1889. エリゼ・ルクリュ序文.(『文明と歴史的大河』

### 日本語訳
- レフ・イリイッチ・メーチニコフ, 渡辺雅司『亡命ロシア人の見た明治維新』講談社〈講談社学術文庫 <548>〉、1982年。ISBN 4061585487。 NCID BN03677467。
- レフ・イリイッチ・メーチニコフ, 渡辺雅司『回想の明治維新 : 一ロシア人革命家の手記』岩波書店〈岩波文庫 青(33)-441-1,33-441-1〉、1987年。ISBN 9784003344118。 NCID BN01144307。